# Кринкі (Свентокшиське воєводство)
Кринкі (пол. Krynki) — село в Польщі, у гміні Броди Стараховицького повіту Свентокшиського воєводства.
Населення — 1235 осіб (2011).
У 1975-1998 роках село належало до Келецького воєводства.

## Демографія
Демографічна структура на день 31 березня 2011 року:
|          | Загалом | Допрацездатний вік | Працездатний вік | Постпрацездатний вік |
| -------- | ------- | ------------------ | ---------------- | -------------------- |
| Чоловіки | 595     | 119                | 396              | 80                   |
| Жінки    | 640     | 108                | 364              | 168                  |
| Разом    | 1235    | 227                | 760              | 248                  |